# Пейзаж в Эксе (Гора Святой Виктории)
«Пейзаж в Эксе (Гора Святой Виктории)» (фр. La Montagne Sainte-Victoire vue des Lauves) — картина французского художника Поля Сезанна из собрания Государственного музея изобразительных искусств имени А. С. Пушкина в Москве.

## История
В 1909 году картина была приобретена московским купцом и коллекционером И. А. Морозовым у Амбруаза Воллара вскоре после её поступления в коллекцию Воллара.
После Октябрьской революции собрание Морозова было национализировано, и эта картина среди прочих оказалась в Государственном музее нового западного искусства, а после расформирования музея в 1948 году была передана в Государственный музей изобразительных искусств имени А. С. Пушкина. Картина выставляется в бывшем флигеле усадьбы Голицыных на Волхонке, в Галерее искусства стран Европы и Америки XIX—XX веков.

## Описание
«Пейзаж в Эксе» — это одна из работ, созданных художником в рамках масштабной серии, посвящённой изображению этой горы, которую Сезанн закончил за год до смерти. С середины 1880-х годов Сезанн написал около 90 картин на эту тему. Излюбленный мастером мотив — вид горы Св. Виктории — запечатлён со стороны холмов Лов, где находился построенный в 1901 году новый дом-мастерская художника. Он любил работать неподалеку на пологом склоне холма, исполнив одиннадцать холстов с этим мотивом. Именно здесь запечатлел Сезанна Морис Дени на фотографиях и в своей картине «Сезанн за работой на мотиве».
Пространство на картине подчиняется кисти художника: оно то изгибается, как сфера, то опрокидывается прямо на зрителя. Мастер словно объединяет время и геологические слои, смешивая близкие и далёкие планы. Сезанн ищет и сопоставляет повторяющиеся ритмы и формы: шар, куб, пирамида, призма, конус.
В колористическом решении преобладает единая цветовая гамма: сгустки синего и зеленого наложены резкими, отрывистыми мазками, кое-где эта плотная синева нарушается яркими оранжевыми включениями, образовывая сложнейшие красочные сочетания. Пространство подчинено кисти живописца: оно то сферически прогибается, то опрокидывается прямо на зрителя.
В полотне мастер находится на пике своего исследования живописи. Уже заметно, как природа теряет лишние детали, проработанные веточки, чётко прописанные камни. Гора и лес у её подножия превращаются в цветовые сочетания, так интересующие художника. Сезанн был первым в этом стремлении постичь суть предмета, а не фотографически передать его форму. Он говорил, что художники «не пишут душу, а пишут тело, и, когда оно написано хорошо, душа, если она есть, будет светиться и проявляться во всем». И в его работах есть это свечение.
Свободная, сведенная к чистой выразительности форм и красок живописная манера, максимально приближенная к беспредметности, заставляет считать картину наиболее авангардной среди пейзажей Сезанна и превращает ее в своего рода творческое завещание, которое он оставил искусству XX века, разрешившему проблему абстракции.
Самоценные живописные достоинства картины одним из первых почувствовал искусствовед Павел Муратов, ещё в 1908 году написавший: «Живопись этой картины так прекрасна, так потрясающе сильна, что любой кусок, вырезанный из нее, будет высоким художественным произведением, как будет им обломок античной статуи».